# Honesdale
Honesdale è un comune (borough) degli Stati Uniti d'America, situato nello stato della Pennsylvania, nella contea di Wayne, della quale è il capoluogo.